# Enver Ürekli
Enver Ürekli (* 28. Juli 1946 in Ankara; † 31. Dezember 2005) war ein türkischer Fußballspieler und -trainer.

## Sportliche Karriere
Enver Ürekli begann seine Karriere bei Ankara Güneşspor in der 2. Liga. Dort spielte er vier Jahre lang und ging 1966 zu Gençlerbirliği Ankara. Für Gençlerbirliği kam Ürekli nur zu vier Erstligaeinsätzen und ging im Januar 1967 zu PTT.
Bei PTT gehörte der Abwehrspieler zu den Stammspielern. In der Saison 1970/71 stieg Ürekli mit seinen Mannschaftskollegen in die 2. Liga ab. Der Wiederaufstieg in die 1. Liga gelang nach einem Jahr. Die Spielzeit 1972/73 war für ihn die letzte bei PTT und er wechselte im Sommer 1973 zu Galatasaray Istanbul.
In seiner ersten Saison für die Gelb-Roten spielte der Abwehrspieler in 23 Ligaspielen und erzielte zwei Tore. In der Folgesaison gewann er mit Galatasaray den Başbakanlık Kupası. Im Mai 1976 gewann er mit Galatasaray den türkischen Pokal. Nach dem Gewinn des Pokals ging es für Ürekli zu Kayserispor.
Für Kayserispor spielte der Enver Ürekli vier Jahre lang und beendete im Jahr 1980 seine Karriere.

## Erfolge
PTT
- Zweitligameister: 1972

Galatasaray Istanbul
- Başbakanlık Kupası: 1975
- Türkischer Fußballpokal: 1976